# 亞當斯鎮區 (愛荷華州瓦佩洛縣)
亞當斯鎮區（英語：Adams Township）是位於美國愛荷華州瓦佩洛縣的一個行政鎮區。

## 地方資料
根據2010年美國人口普查的數據，亞當斯鎮區的面積為94.54平方千米，當中陸地面積為94.48平方千米，而水域面積為0.06平方千米。當地共有人口708人，而人口密度為每平方千米7.49人。